# Margarete Seeler

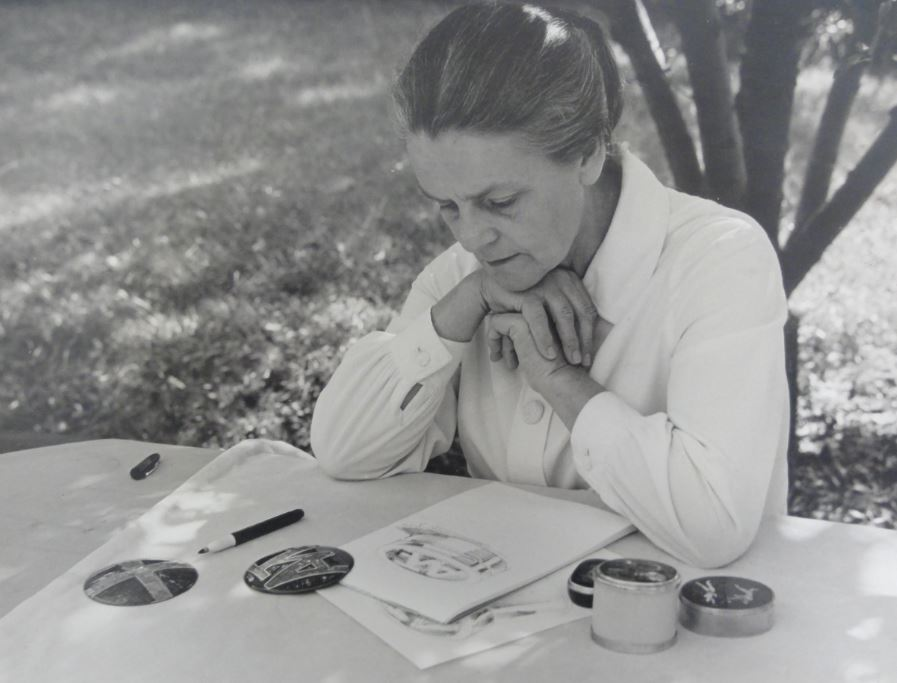
Margarete Seeler, ca. 1975

Margarete Seeler (* 1. September 1909 in Berlin-Schöneberg; † 7. Januar 1996 in Kennebunkport, Maine, USA) war eine deutsche Emailkünstlerin, Goldschmiedin, Grafikerin, Malerin und Autorin. Als Emailleurin arbeitete sie vorwiegend auf Gold, Silber und Kupfer. Zu den vielen, von Margarete Seeler angewandten Email-Techniken gehören Cloisonné, Champlevé, Plique-à-jour, Grisaillemalerei und Siebemail. Seeler zählt heute zu den bekannten Email-Künstlerinnen der USA, wo sie zwischen 1957 und 1990 als Lehrerin die verschiedenen Email-Techniken unterrichtete und zwei Bücher über die Kunst des Emaillierens veröffentlichte.

## Leben
Margarete Seeler verbrachte ihre Schulzeit von 1915 bis 1925 am Uhland-Lyzeum in Berlin. 1925 wurde sie an den Vereinigten Staatsschulen für freie und angewandte Kunst in Berlin-Charlottenburg aufgenommen. Dort studierte sie Zeichnen und Malerei bei Wilhelm Tank, darüber hinaus erlernte sie dort die verschiedenen Druck- und Grafiktechniken im Meisteratelier für Grafik, das in dieser Zeit von Käthe Kollwitz geleitet wurde. Von 1927 bis 1930 absolvierte Margarete Seeler eine zusätzliche Ausbildung als Goldschmiedin und Emailleurin, ebenfalls an dieser Hochschule.
Von 1931 bis 1934 arbeitete Seeler selbständig als Emailleurin, Grafikerin und Porträtmalerin, überwiegend in Berlin und Italien. Von 1934 bis 1935 unternahm sie als Passagierin auf verschiedenen Frachtschiffen eine Reise um die Welt, die sie unter anderem nach China, Java, Bali, Indien, Ägypten und in die USA führte. Von 1936 bis 1948 lebte und arbeitete Margarete Seeler in Berlin. 1938 heiratete sie den Goldschmied Herbert Zeitner. Aus dieser Ehe gingen die Söhne Johann Nikolaus (* 1939) und Peter Otto Anton (* 1942) hervor. Sie wurde 1942 getrennt. 1948 verließ Margarete Seeler die Stadt und zog mit ihren Söhnen nach Süddeutschland. Das Erlebnis der Kriegsjahre war prägend für ihre Arbeiten.
1957 wanderte Margarete Seeler in die USA aus, wo sie sich in den folgenden Jahren zu einer der produktivsten und angesehensten Email-Künstlerinnen des Landes entwickelte, die Staatsbürgerschaft der Vereinigten Staaten nahm sie jedoch erst 1985 an. 1993 wurde Margarete Seeler Fellow des American Craft Council.

## Schaffen

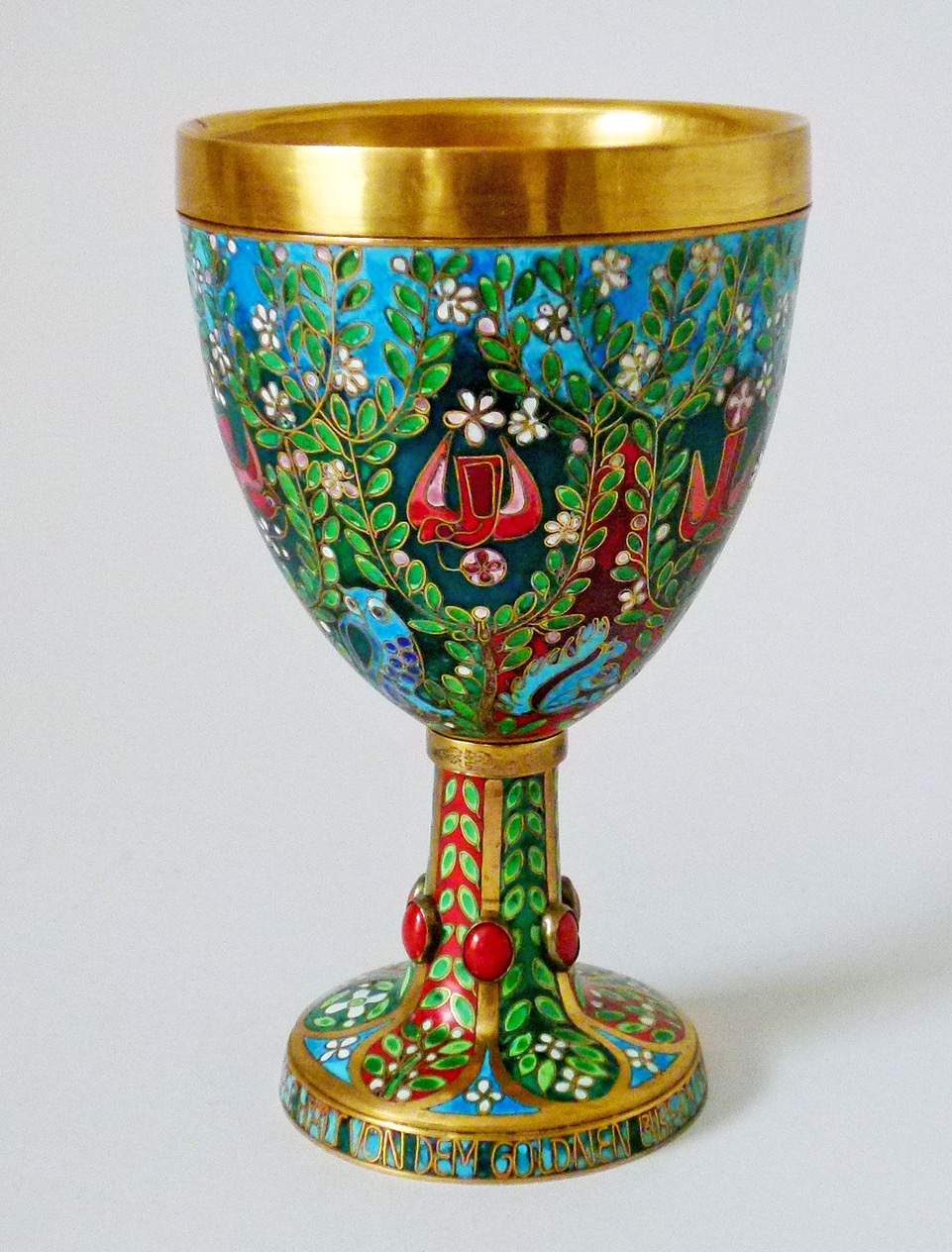
Margarete Seeler: „Family Cup“, ca. 1974

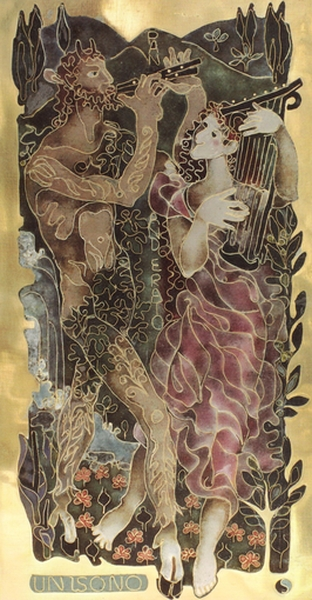
Margarete Seeler: „Unisono“, 1992

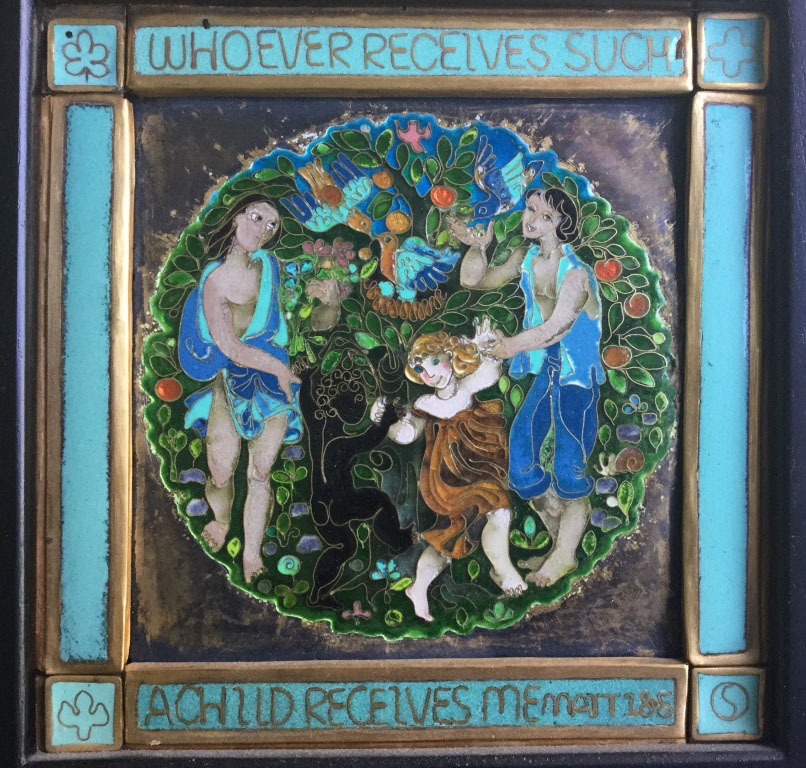
Margarete Seeler: „Year of the Child“, 1979

Margarete Seelers Schaffen umfasst die ganze Bandbreite der Email- und Goldschmiedekunst. Dazu gehören Broschen, Halsschmuck, Ringe, Dosen, Ehrenketten, Becher und Kelche, Kreuze, sowie Arbeiten für öffentliche Institutionen, wie die Plakette Year of the Child für das Kinderhilfswerk der Vereinten Nationen, UNICEF. Auch heitere Themen wie The Perfect Lady, Unisono sowie solche, die zum Nachdenken anregen und die sie Allegorien für Skeptiker nannte, gehören zu ihrem Repertoire wie z. B. die Plakette Leonardo. Dazu kommen viele Porträts, die sie in Grisaille-Malerei angefertigt hat. Die Vielfalt ihrer künstlerischen Fähigkeiten zeigt sich darüber hinaus in ihren Arbeiten für Kirchen und Museen, dazu gehört beispielsweise das Tafelbild für den Temple Emanu-El in Wichita, Kansas, oder das Triptychon Path of Destruction für das Wichita Art Museum. Das Zeichnen war für Margarete Seeler immer untrennbar mit ihrer Arbeit als Emailleurin verbunden.

## Lehrtätigkeit (Auswahl)
- 1958/1959: Putney School of Art and Design, Putney/Vermont
- 1965–1980: University of Connecticut, Willimantic
- 1966 ff.: Brookfield Craft Center, Brookfield, Connecticut
- 1970: Arrowmont School of Arts und Crafts, Gatlinburg, Tennessee

## Ausstellungen (Auswahl)
- 1958: Wichita Art Museum
- 1961: Museum of Contemporary Crafts of the American Craftsmen’s Council
- 1966: Trinity Church Festival of the Arts, Southport, Conn.
- 1988: Boston Museum of Fine Arts
- 1987: Taft Museum of Art, Cincinnati
- 1981: Internationale Email Ausstellung Coburg/Deutschland
- 1988: Badische Landesbibliothek, Karlsruhe

## Arbeiten in öffentlichem Besitz (Auswahl)
- Boston Museum of Fine Arts
- Art Museum Wichita
- Temple Emanu-El Wichita
- St. Peter’s Episcopalian Church Londonderry, Mass.
- University of Bridgeport

## Publikationen
- The Art of Enameling: How to shape precious metal and decorate it with cloisonne, champleve, plique-a-jour, mercury gilding and other fine techniques. Van Nostrand Reinhold, New York, 1975, ISBN 978-0-442-28164-9.
- Enamel Medium for Fine Art. Dorrance Publishing, Pittsburgh, Pennsylvania (USA) 1997, ISBN 0-8059-3942-3, ISBN 978-0-8059-3942-2.